# Mr. Barnes of New York
Mr. Barnes of New York è un film muto del 1914 diretto da Maurice Costello e Robert Gaillard, con la supervisione di J. Stuart Blackton. Protagonista del film è lo stesso regista, Maurice Costello, un idolo del teatro leggero, popolarissimo all'epoca anche come attore cinematografico.
Il soggetto è tratto dal romanzo omonimo di Archibald Clavering Gunter che venne pubblicato nel 1887. Il libro vendette tre milioni di copie e ne fu tratto un lavoro teatrale.
Nel 1922, Victor Schertzinger ne girò il remake sempre con il titolo Mr. Barnes of New York.

## Trama
In Corsica, in visita presso il conte Musso Danella, il signor Barnes, un facoltoso newyorkese, conosce Marina Paoli, una giovane donna che ha giurato di vendicare la morte del fratello Antonio, ucciso in duello da uno sconosciuto soldato inglese. Insieme al conte Danella e a Tomasso, suo padre adottivo, Marina si reca ad Alessandria sempre alla ricerca dell'assassino di Antonio. Mentre ad Alessandria Marina intreccia una relazione con un soldato britannico ferito, il tenente Gerald Anstruther, a Londra Barnes corteggia Enid, la sorella di Gerald.
Marina e Gerald celebrano le loro nozze in Corsica. Ma, dopo la cerimonia, il conte Danella annuncia alla sposa che Gerald non è altri che l'uomo che ha ucciso Antonio. Tomasso, deciso a vendicarsi, entra nella stanza della figliastra e, credendo che l'ombra dietro a una tenda appartenga a Gerald, spara uccidendo invece il conte Danella. Barnes, allora, rivela la verità che ha scoperto: la pistola impiegata nel duello in cui è rimasto ucciso Antonio era in effetti di Gerald, ma non era stato lui a partecipare allo scontro, a cui, in realtà, non aveva neanche assistito. Il tenente, infatti, aveva solo prestato la pistola incriminata a un commilitone che gliela aveva chiesta e che era stato, lui, il vero responsabile della morte di Antonio.

## Produzione
Il film fu prodotto dalla Vitagraph Company of America (con il nome Broadway Star).

## Distribuzione
Distribuito dalla General Film Company, il film uscì nelle sale cinematografiche statunitensi in maggio dopo una prima tenuta a New York il 13 aprile 1914.